# Clematis (del av en befolkad plats i Australien)
Clematis är en del av en befolkad plats i Australien. Den ligger i kommunen Cardinia och delstaten Victoria, omkring 42 kilometer öster om delstatshuvudstaden Melbourne. Antalet invånare är 366.
Runt Clematis är det ganska glesbefolkat, med 40 invånare per kvadratkilometer.. Närmaste större samhälle är Berwick, omkring 13 kilometer sydväst om Clematis.
I omgivningarna runt Clematis växer i huvudsak städsegrön lövskog. Genomsnittlig årsnederbörd är 1 244 millimeter. Den regnigaste månaden är juli, med i genomsnitt 140 mm nederbörd, och den torraste är januari, med 49 mm nederbörd.